# همه میتوانند مرا بکشند
همه می‌توانند مرا بکشند (انگلیسی: Anyone Can Kill Me) یک فیلم درام جنایی فرانسوی-ایتالیایی محصول ۱۹۵۷ به کارگردانی آنری دوکوا و با بازی فرانسوا پریه، پیتر فن ایک و آنوک امه است.